# Batalla de Más a Tierra
La Batalla de Más a Tierra fue una batalla naval de la Primera Guerra Mundial librada el 14 de marzo de 1915, cerca de la isla chilena de Más a Tierra, entre una escuadra británica y un crucero ligero alemán. En la batalla se destruyó el último remanente del escuadrón alemán de Asia Oriental, cuando el Dresden fue arrinconado y hundido en la bahía de Cumberland.

## Antecedentes
Después de escapar de la Batalla de las Islas Malvinas, el Dresden y varios auxiliares se retiraron al Océano Pacífico en un intento de reanudar las operaciones de asalto comercial contra la navegación aliada. Estas operaciones hicieron poco para detener el transporte marítimo en el área, pero aun así resultaron problemáticas para los británicos, quienes tuvieron que gastar recursos para contrarrestar al crucero. El 8 de marzo, con su barco con pocos suministros y necesitado de reparaciones, el capitán del Dresden, Fritz Lüdecke, decidió esconder su barco e intentar cargar carbón en la bahía de Cumberland, cerca de la isla chilena de Más a Tierra, aprovechando la condición de país neutral de Chile. Al cargar carbón en un puerto neutral en lugar de en el mar, el capitán Lüdecke obtuvo la opción de internar el barco si era descubierto por barcos enemigos.[cita requerida]
Las fuerzas navales británicas habían estado buscando activamente el crucero alemán y habían interceptado mensajes inalámbricos codificados entre barcos alemanes. Aunque poseían copias de libros de códigos alemanes capturados, estos también requerían una «clave» que se cambiaba de vez en cuando. Sin embargo, Charles Stuart, el oficial de señales, logró decodificar un mensaje del Dresden para que un minero se reuniera con el buque en el archipiélago Juan Fernández el 9 de marzo. Una escuadrilla formada por los cruceros HMS Kent y Glasgow, junto con el crucero auxiliar Orama encontraron al Dresden en el puerto porque sus marineros se habían unido a un partido de fútbol en la costa. Los barcos británicos arrinconaron al Dresden en aguas territoriales chilenas neutrales en la bahía el 14 de marzo, desafiándolo a la batalla.

## Batalla

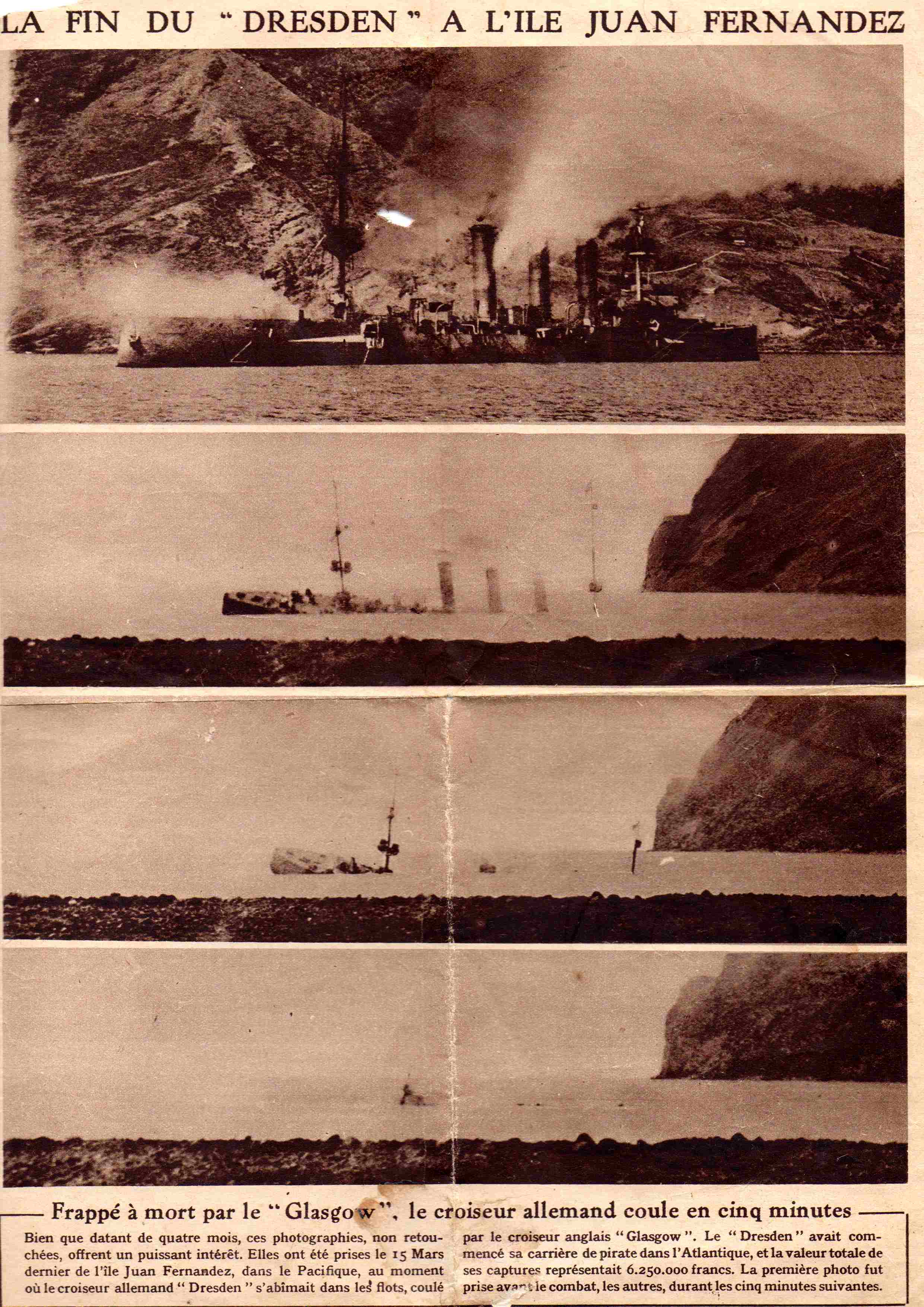
Hundimiento del Dresden, Le Miroir (20 de junio de 1915).

El Glasgow abrió fuego contra el Dresden, dañando el barco y prendiéndole fuego. Después de devolver el fuego durante un corto período de tiempo, el capitán del Dresden decidió que la situación era desesperada ya que su barco estaba muy superado en armamento y número, mientras estaba varado en la bahía con depósitos de carbón vacíos y motores desgastados. El capitán Lüdecke dio la orden de abandonar y hundir su barco. La tripulación alemana huyó del crucero en botes salvavidas descubiertos para llegar a la seguridad de la isla, que era territorio neutral. Los cruceros británicos continuaron disparando contra el Dresden y los botes que huían hasta que el crucero ligero finalmente explotó, pero no está claro si la explosión fue causada por los disparos de los barcos británicos o por las cargas de hundimiento colocadas por los alemanes. Después de que el barco explotó, el comandante británico ordenó a sus barcos capturar a los supervivientes del Dresden. Tres alemanes murieron en combate y 15 resultaron heridos. Los británicos no sufrieron bajas mortales. 

## Secuelas
Con el hundimiento del Dresden, el último resto del escuadrón alemán de Asia Oriental fue destruido, ya que todos los demás barcos del escuadrón habían sido hundidos o internados. La única presencia alemana que quedaba en el Océano Pacífico eran unos pocos asaltantes comerciales aislados, como el Seeadler y el Wolf. Debido a que la isla de Más a Tierra era posesión de Chile, un país neutral, el Consulado alemán en Chile protestó porque los británicos habían violado el derecho internacional al atacar a un combatiente enemigo en aguas neutrales.
Los marineros alemanes heridos fueron trasladados a Valparaíso (Chile), para recibir tratamiento, donde uno murió posteriormente a causa de las heridas recibidas durante la acción. Los 315 tripulantes del Dresden que quedaron fueron internados en Chile hasta el final de la guerra, cuando los que no quisieron permanecer en Chile fueron repatriados a Alemania.
Uno de los miembros de la tripulación, el teniente Wilhelm Canaris, futuro almirante y jefe de la Abwehr, escapó del internamiento en agosto de 1915 y pudo regresar a Alemania en octubre de 1915, donde regresó al servicio activo en la Armada Imperial.